# Región de Otago
Otago pronunciaciónⓘ es una región de Nueva Zelanda situada en la parte sureste de la Isla Sur. Posee un área de aproximadamente 32.000 km², lo que la convierte en la segunda mayor región del país. En el censo de 2021, la población quedó estimada en 246.700 habitantes.
El nombre "Otago" procede de la versión inglesa de la palabra procedente del dialecto maorí Kai Tahu, "Otakou". La villa de Otakou en la península Otago fue una base ballenera durante los primeros años del asentamiento de Europeos en la costa este de Murihiku alrededor de 1840.
Las mayores localidades incluyen Dunedin (La principal ciudad de la región), Oamaru (famosa gracias a Janet Frame), Balclutha, Alexandra, y los centros turísticos de Queenstown y Wanaka. Kaitangata en South Otago posee una importante mina de carbón. Los ríos Waitaki y Clutha también generan una importante cantidad de energía hidroeléctrica.
La primera universidad de Nueva Zelanda, la Universidad de Otago se fundó en 1869 como universidad provincial de Dunedin.
El área Central Otago produce vinos de excelente calidad, hechos con variedades como Pinot Noir, Chardonnay, Sauvignon Blanc, Merlot, y Riesling.